# Paràsit austral
El paràsit austral (Stercorarius maccormicki) és una espècie d'ocell de la família dels estercoràrids (Stercorariidae) que habita les costes del continent antàrtic i les illes properes a la Península antàrtica.